# Крылов, Иван Филиппович
Ива́н Фили́ппович Крыло́в (16 февраля 1906 — 4 апреля 1996) — советский и российский учёный-правовед, специалист в области криминалистики и судебной экспертизы, доктор юридических наук, профессор, заслуженный  деятель науки РСФСР.

## Биография
Родился 16 февраля 1906 года в селе Закубежье Московской области. С 1926 по 1927 гг. работал в партийных органах Ярославской губернии. Окончил факультет советского права в г. Ленинграде в 1930 году. В 1939 году был избран председателем Ленинградской городской коллегии адвокатов. В первые дни Великой Отечественной войны, имея бронь от призыва, добровольно вступил в народное ополчение и сражался в рядах Советской Армии всю войну. В годы Великой Отечественной войны служил в органах военной прокуратуры, участвовал в обороне города-героя Ленинграда. Имеет боевые награды, среди них два ордена Отечественной войны. В 1946 года Иван Филиппович связывает свою судьбу с Ленинградским государственным университетом им. А. А. Жданова, преподает криминалистику, продолжая одновременно руководить Ленинградской городской коллегией адвокатов. В 1949 году полностью перешёл на работу на кафедру уголовного процесса и криминалистики Ленинградского государственного университета.

## Научная и педагогическая деятельность
Своим неустанным трудом и постоянной заботой о воспитании новых поколений научно-педагогических кадров в области криминалистики И. Ф. Крылов создал знаменитую ленинградскую школу криминалистов, подготовил свыше 50 кандидатов юридических наук. Многие из них впоследствии защитили докторские диссертации, стали профессорами, заведующими кафедр различных вузов страны и ближнего зарубежья, возглавили учебные и научно-исследовательские учреждения. Отдавая много сил и времени своим ученикам, И. Ф. Крылов не только интересно и увлекательно читал лекции по криминалистике, проводил практические занятия, но и постоянно и интенсивно занимался научной работой. И. Ф. Крылов опубликовал свыше 100 научных трудов, в том числе восемь монографий, получивших высокую положительную оценку специалистов и в нашей стране, и за рубежом. Такие его монографии, как «Следы на месте преступления» (1961), «Судебная экспертиза в уголовном процессе» (1963), «Легенды и были криминалистики» (1987), «В мире криминалистики», вышедшей в двух изданиях, и другие принесли ему широкое признание и известность не только среди его коллег специалистов, но и в широких читательских кругах.
В 1976 году под редакцией И. Ф. Крылова учёными-криминалистами кафедры уголовного процесса и криминалистики ЛГУ был подготовлен один из лучших в Советском Союзе учебник «Криминалистика» (с грифом Министерства высшего и среднего специального образования СССР). Авторами учебника являлись, в основном, ученики профессора И. Ф. Крылова. Иван Филиппович участвовал в качестве одного из авторов в создании учебников по советскому уголовному процессу в 1972 и 1989 гг., а также учебника судебной медицины, подготовленного на кафедре уголовного процесса Ленинградского государственного университета. Начиная с конца 50-х годов, когда была им была опубликована книга «Как наука помогает раскрывать преступления», И. Ф. Крылов во многих своих последующих книгах и статьях знакомил читателей с новейшими достижениями науки, прежде всего криминалистики, которые использовались в расследовании преступлений и предупреждении преступности.

## Награды
Был награждён двумя орденами Отечественной войны, орденом Трудового Красного Знамени, многими медалями и почётными грамотами.

## Научная школа
Под руководством профессора И. Ф. Крылова защитили кандидатские диссертации по криминалистике более сорока его учеников. Из них десять человек впоследствии защитили докторские диссертации и стали профессорами. В их числе А.И. Бастрыкин, В. С. Бурданова, И.А. Возгрин, Н.И. Порубов, Т.А. Седова.

## Основные работы
- Криминалистика. Учебник. Под редакцией И. Ф. Крылова, А. И. Бастрыкин. М., 2001.
- И. Ф. Крылов, А. И. Бастрыкин. Розыск, дознание, следствие. 2-е изд. М., 2014.

Диссертации
Кандидатская диссертация: «Преступления в области техники безопасности и их расследование». Место защиты — Ленинградский государственный университет им. А. А. Жданова. Год защиты — 1954.
Докторская диссертация: «Криминалистическая экспертиза в России и в СССР в её историческом развитии». Место защиты — Ленинградский государственный университет им. А. А. Жданова. Год защиты — 1967.